# Stabroek
Stabroek är en kommun i Belgien.   Den ligger i provinsen Antwerpen och regionen Flandern, i den norra delen av landet, 50 km norr om huvudstaden Bryssel. Antalet invånare är 17 939. Stabroek gränsar till Kapellen, Woensdrecht och Antwerpen. 